# Distretto di Lao Khwan
Il distretto di Lao Khwan (in thailandese: เลาขวัญ) è un distretto (amphoe) della Thailandia, situato nella provincia di Kanchanaburi.